# Praia da Galheta
Praia da Galheta est une plage de la municipalité de Florianópolis, au Brésil. Elle se situe à l'est de l'île de Santa Catarina, à 15 km du centre ville.
Elle n'est accessible qu'après une courte randonnée à pied depuis la praia Mole ou depuis Barra da Lagoa. Le naturisme y est autorisé depuis 1997, mais il y était déjà pratiqué bien avant. 